# Rajd Dolnośląski 1967
11. Rajd Dolnośląski – 11. edycja Rajdu Dolnośląskiego. Był to rajd samochodowy rozgrywany od 19 do 21 maja 1967 roku. Była to druga runda Rajdowych Samochodowych Mistrzostw Polski w roku 1967. Rajd składał się z następujących prób sportowych: 5 odcinków specjalnych, próby szybkości górskiej, próby przyśpieszenia, próby szybkości płaskiej i próby zwrotności. Został rozegrany na nawierzchni asfaltowej. Zwycięzcą rajdu został Antoni Weiner.

## Wyniki końcowe rajdu[1][2]
| Miejsce | Kierowca             | Pilot               | Samochód           | Czas  | Strata | Grupa Klasa |
| ------- | -------------------- | ------------------- | ------------------ | ----- | ------ | ----------- |
| 1       | Antoni Weiner        | Jan Karel           | Steyr Puch 650 TR  | 18:37 | -      | B1          |
| 2       | Adam Smorawiński     | Jan Unierzyński     | BMW 1600 TI        | 19:05 | +28    | B3          |
| 3       | Eugeniusz Pach       | Stanisław Dalka     | Volkswagen 1300    | 19:19 | +42    | B2          |
| 4       | Andrzej Nytko        | Kazimierz Jaromin   | Fiat 1300          | 19:37 | +1:00  | B3          |
| 5       | Sobiesław Zasada     | Ewa Zasada          | Lancia Fulvia HF   | 19:57 | +1:20  | B2          |
| 6       | Mieczysław Urtnowski | Jerzy Sypniewski    | Fiat 850           | 20:07 | +1:30  | B1          |
| 7       | Stanisław Stolarski  | Longin Bielak       | Ford Taunus        | 20:11 | +1:34  | B3          |
| 8       | Marek Borowicz       | Ryszard Scharf      | Wartburg 1000      | 22:50 | +4:13  | A3          |
| 9       | A. Nasłoński         | Andrzej Gieysztor   | Trabant P601 Break | 25:24 | +6:47  | A1          |
| 10      | Janusz Bronikowski   | Andrzej Kopestyński | Renault Dauphine   | 25:42 | +7:05  | A2          |